# DASK

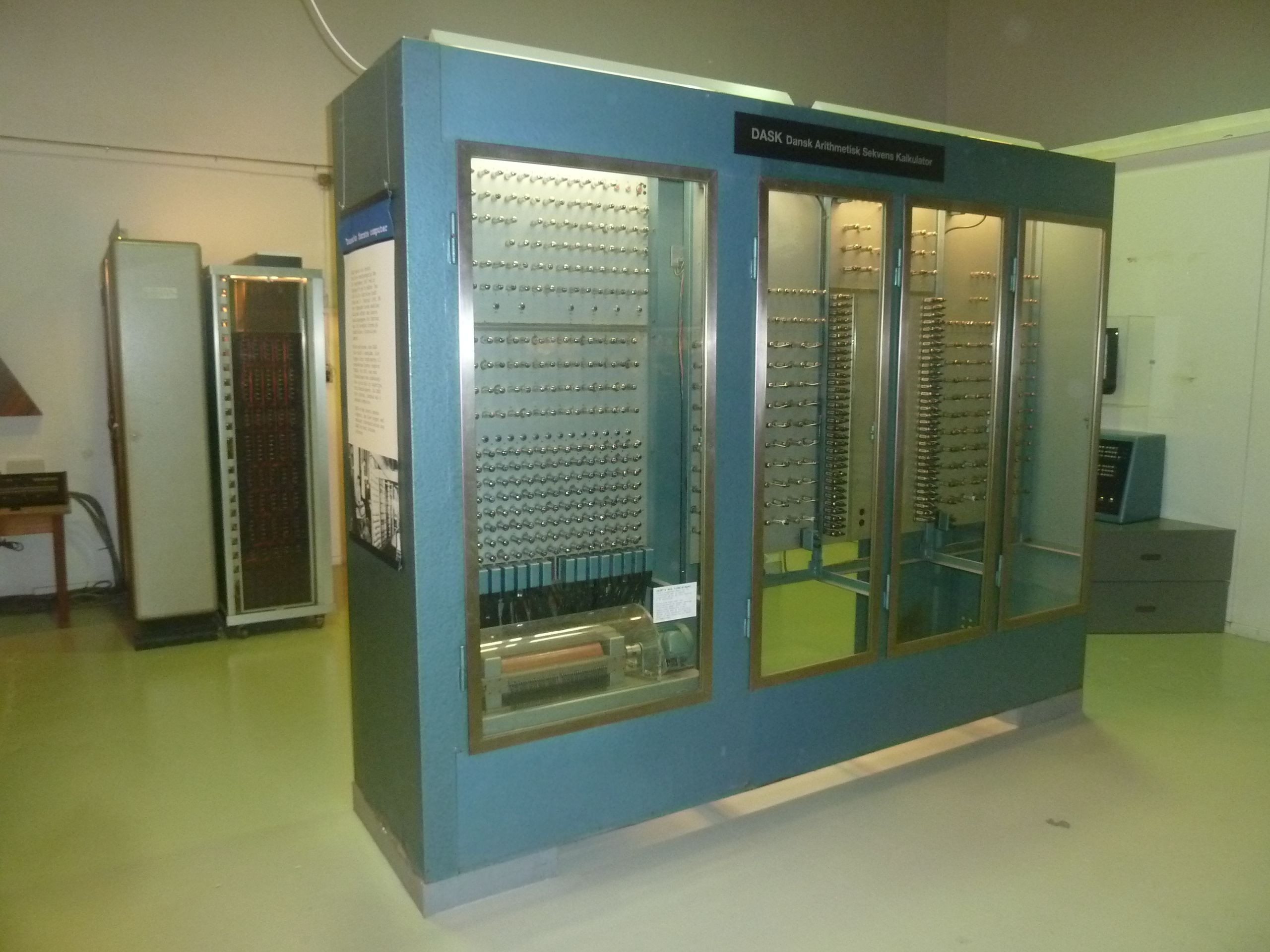
DASK in Danmarks Tekniske Museum.

El Dansk Algoritmisk Sekvens Kalkulator (DASK) fue el primer computador en Dinamarca. Fue encargado en 1955, diseñado y construido por Regnecentralen, primera empresa informática danesa, fundada el 12 de octubre de 1955, y comenzó a funcionar en septiembre de 1957. La empresa Regnecentralen estuvo a punto de no permitir el nombre, ya que DASK significa en danés "bofetada". Sin embargo, al final fue permitido porque se ajustaba al modelo del computador sueco BESK, que proporcionó la arquitectura inicial al DASK.
DASK remonta sus orígenes a 1947 y a un objetivo fijado por la Academia de Ciencias Aplicadas, que iba a seguir el desarrollo de los dispositivos de la computación moderna. La financiación inicial se obtuvo a través del Ministerio de Defensa (Dinamarca), ya que éstos habían dado a los Militares Daneses una subvención por el plan de Mariscal para máquinas de cifrado, para las cuales los militares no vieron ninguna necesidad inmediata.
Originalmente fue concebido para ser una copia del BESK, pero el rápido avance en el campo permitió realizar mejoras durante el desarrollo, de tal manera que al final no fue una copia de BESK. El DASK era un diseño único que tuvo lugar en una villa. La máquina llegó a ser tan grande que la planta tuvo que ser reforzada para soportar su peso de 3,5 toneladas métricas. 
DASK es notable por ser el sujetode de una de las primeras implementaciones de ALGOL, denominado DASK ALGOL, que contó con Jørn Jensen y Peter Naur entre sus colaboradores.

## Arquitectura
El DASK era una máquina de tubo de vacío basada en el diseño BESK sueco. Como se describió en 1956, contenía 2.500 tubos de vacío, 1.500 elementos de estado sólido, y requiere una fuente de alimentación trifásica de al menos 15 kW.
El almacenamiento rápido fue de 1024 palabras de 40 bits de memoria de núcleo magnético (5μs tiempo de ciclo), directamente direccionable como 1024 palabras completas o 2048 medias palabras. Esto se complementó con un adicional almacén de respaldo de tambor magnético de 8.192 palabras de 3000 rpm. Una palabra completa almacenaba números de 40 bits en dos instrucciones de 20 bits.
Además de los dos acumuladores, el DASK tenía tres registros de índice, lo que podría ser utilizado para modificar la dirección de la mayoría de las instrucciones. Una palabra de instrucción consistía en 11 bits para una dirección, 2 bits para indexar la selección del registro, y 7 bits para el código de operación y sus modificadores.
Las operaciones incluían la adición y la sustracción (56 µs), multiplicación y división (364 µs), desplazamiento binario y
conjunción bit a bit.
Los periféricos incluían una cinta de papel de 5 bits (400 cps de tiempo de lectura) y un teletipo (12 cps), la cinta magnética y otros periféricos se añadieron más tarde.